# Mireia Sallarès
Mireia Sallarès (Barcelona, 1973) és una artista catalana.
És llicenciada en Belles Arts per la Universitat de Barcelona, amb estudis de cinema a la New School University i a la Film & Video Arts de Nova York. Entre d'altres, ha exposat a l'Espai 13 de la Fundació Joan Miró, al Museo de Arte Carrillo Gil (Mèxic), al Centro Cultural Montehermoso, al Círculo de Bellas Artes i la Casa Encendida de Madrid o el CA Tarragona. Sallarès utilitza el vídeo com una via d'investigació antropològica, però també com un instrument
narratiu, capaç de produir relat a partir de la complexitat de la realitat.

## Obra
Els seus treballs estan relacionats amb la sociologia i l'antropologia cultural. Analitzen històries reals de persones i col·lectius d'arreu del món (França, Estats Units, Mèxic, Veneçuela, Sèrbia), amb una predilecció per les dones. Una altra condició pel seu treball és l'estrangeria. Analitza el món com a estrangera, fent servir entrevistes, intervencions en l'espai públic o d'altres tipus de suport per reflexionar sobre conceptes com la veritat, la violència, el plaer, la memòria o l'estatus, des de l'estratègia del documental i el compromís polític.
Un dels seus treballs més destacats és Las Muertes chiquitas, on analitza l'orgasme femení. El 2014 va gravar una entrevista amb Jill Godmilow, que va ser el centre de l'exposició Blanc sota negre (Arts Santa Mònica). L'any 2019, en una exposició al Centre d'Art Contemporani de Barcelona - Fabra i Coats va presentar el resultat del seu projecte Kao malo vode na dlanu (Com una mica d'aigua al palmell de la mà), una recerca sobre l'amor, feta a Sèrbia, del que se'n va publicar un llibre amb un dels textos del projecte. El treball va obtenir el Premi Ciutat de Barcelona d'Arts Visuals 2019.